# Vlag van Sebastopol

Vlag van Sebastopol

De vlag van Sebastopol bestaat uit een rood doek met in het midden het stadswapen. Sebastopol is een stad in Oekraïne die gelegen is op het Krimschiereiland en heeft een speciale status binnen Oekraïne; het maakt daarom als enige deel van het schiereiland geen deel uit van de autonome Krimrepubliek.
De vlag werd samen met het wapen op 21 april 2000 officieel aangenomen. Het wapen werd oorspronkelijk al in 1969 vastgelegd, maar in 1994 werd besloten dat het stadswapen uit de tsarentijd — aangenomen op 21 juli 1893 — weer heringevoerd moest worden. In 2000 werd het wapen uit 1969 dus opnieuw in gebruik genomen. De symbolen in het wapen staan voor de Sovjet-erkenning van de stad als "heldenstad" tijdens de Tweede Wereldoorlog.
De vlag heeft een hoogte-breedteverhouding van 2:3.